# Cyrtodactylus basoglui
Cyrtodactylus basoglui este o specie de șopârle din genul Cyrtodactylus, familia Gekkonidae, ordinul Squamata, descrisă de Baran și Calvin Luther Gruber în anul 1982.
Este endemică în Turcia. Conform Catalogue of Life specia Cyrtodactylus basoglui nu are subspecii cunoscute.